# كارل أوقست يوليوس
كارل أوقست يوليوس (بالألمانية: Julius Milde)‏ (و. 1824 – 1871 م) هو عالم نبات، وسرخسياتي، وعالم نباتات لاوعائية من ألمانيا . ولد في فروتسواف .
توفي في ميرانو .